# 3682 Welther
Welther (asteróide 3682) é um asteróide da cintura principal com um diâmetro de 19,32 quilómetros, a 1,8678443 UA. Possui uma excentricidade de 0,3220256 e um período orbital de 1 670,25 dias (4,58 anos).
Welther tem uma velocidade orbital média de 17,9444054 km/s e uma inclinação de 13,56862º.
Este asteróide foi descoberto em 12 de Julho de 1923 por Karl Reinmuth.